# Orla Treacy
Orla Treacy, née  en 1973 à Bray en Irlande, est une religieuse qui fait partie de la congrégation des sœurs de Lorette. Le 7 mars 2019, elle reçoit le prix international de la femme de courage.

## Biographie
Sœur Orla Treacy, inspirée très jeune par la religion, fait des études de professeur de religion. Elle rejoint la congrégation de l'Institut de la Sainte Vierge Marie, connue sous le nom des sœurs de Lorette. En 2006, alors qu'elle enseignait et offrait des services pastoraux en Irlande, Sœur Orla rejoint d'autres sœurs de Lorette et démarre une nouvelle mission à Rumbek, au Soudan du Sud. La région est assiégée par la guerre civile et des conflits violents. Orla Treacy et les sœurs de sa congrégation ouvrent un pensionnat pour filles. Aujourd'hui, Sœur Orla est directrice de la mission à Maker Kuei, où elle supervise un pensionnat secondaire pour filles, une école primaire mixte et un centre de soins de santé primaires pour femmes et enfants. Elle lutte pour un monde dans lequel les femmes ne sont pas contraintes de se marier et où elles ont la possibilité de terminer leurs études.
Elle reçoit, le 7 mars 2019, le prix international de la femme de courage, remis par Melania Trump, première dame des États-Unis et Mike Pompeo, secrétaire d'État des États-Unis,.